# Коган-Бернштейн, Лев Матвеевич
Лев Матвеевич Коган-Бернштейн (1862, Кишинёв, Бессарабская область — 7 августа 1889, Якутск) — русский революционер, народоволец.

## Биография
Лев Коган-Бернштейн родился в 1862 году в еврейской купеческой семье в Кишинёве. Его отец Матвей (Мотл, Мордко) Волькович Бернштейн-Коган был кишинёвским купцом третьей гильдии  и впоследствии одесским купцом второй гильдии, мать — Двойра (Дора) Бернштейн-Коган. Семья жила в собственном доме на Боюканской улице (угол Гостиной и Каушанской). 
В 1871—1874 годах учился в кишинёвской прогимназии, затем перешёл в четвёртый класс Кишинёвской губернской гимназии. В 1878 году в связи с участием в «Кишинёвском либеральном обществе» был вынужден покинуть эту гимназию, перешёл в Бердянскую гимназию, которую окончил в 1880 году. Будучи с того же года студентом математического отделения физико-математического факультета Санкт-Петербургского университета, в начале 1880-х годов входил в народовольческий центральный университетский кружок. 8 февраля 1881 года прервал выступление министра народного просвещения Сабурова в Петербургском университете речью против политики министерства по отношению к студентам. Коган-Бернштейн потребовал восстановления студенческого устава 1864 года, а другой студент Паппий Подбельский дал министру пощёчину.
Вёл пропаганду среди рабочих в Саратове и Москве. Арестован в апреле 1881 года, сослан в Сибирь. В Якутске женился на другой ссыльной — Наталье Осиповне Барановой (в замужестве — Коган-Бернштейн, 1861—1927).
Участвовал в вооружённом выступлении политических ссыльных в Якутске, закончившимся перестрелкой между ссыльными и солдатами. Когана-Бернштейна вместе с другими ссыльными предали военному суду по обвинению в вооруженном сопротивлении и приговорили к смертной казни. Тяжело раненый (прострелены ноги) в перестрелке с солдатами, Лев Матвеевич Коган-Бернштейн не мог встать на ноги, и, как ранее — в суд, так и к виселице был принесён на кровати
«Пусть последнее наше прощание будет озарено надеждой на лучшее будущее нашей бедной, бедной, горячо любимой родины! Никогда ни одна капля силы не пропадет в мире, — не пропадет, стало быть, и жизнь человеческая задаром! Я умру с чистой совестью и сознанием, что до конца оставался верен своему долгу и своим убеждениям, а может ли быть лучшая, более счастливая смерть?» (письмо перед смертью)

## Семья
- Жена — Наталья Осиповна Коган-Бернштейн (в девичестве Баранова). Её брат — революционер-народник Илья Осипович Баранов.
  - Сын — Матвей Львович Коган-Бернштейн (1886—1918), эсер, член Учредительного собрания, был арестован большевиками в прифронтовой деревне Чёрный Затон под Сызранью и расстрелян по приговору военно-полевого суда[5][6] (согласно Малой советской энциклопедии, «порвав во время чехо-словацкого восстания со своей партией, при возвращении в Россию был расстрелян в деревне Чёрный Затон Сызранского уезда Симбирской губернии белогвардейцами как член Учредительного Собрания»[7]). Его вдова — переводчица со старофранцузского языка, историк-медиевист, профессор МГУ Фаина Абрамовна Коган-Бернштейн (урождённая Аронгауз, 1899—1976) — в 1925 году вторично вышла замуж за историка и философа Павла Соломоновича Юшкевича (1873—1945), брата писателя Семёна Юшкевича и отца историка науки Андрея Юшкевича.
- Брат — Яков Матвеевич Бернштейн-Коган, сионистский общественный деятель, врач. Его дочь (племянница Л. М. Коган-Бернштейна) — израильская актриса, основоположница ивритского театра в Палестине Мириам Яковлевна Бернштейн-Коган.
- Сестра — доктор медицины Анна Матвеевна Бернштейн-Коган.
- Племянник — Сергей Владимирович Бернштейн-Коган, экономико-географ.